# Capo dell'Argentiera
Il capo dell'Argentiera o Punta Argentiera è un promontorio situato nella parte nord occidentale della Sardegna sull'altopiano della Nurra, nel territorio del comune di Sassari, da cui dista 43 chilometri.
Geograficamente rappresenta il punto più occidentale della Sardegna ed è costituito da uno sperone di roccia scistosa con pareti strapiombanti sul mare. La parte più alta del promontorio è punta dell'Argentiera (220 m) e sovrasta l'omonimo capo, raggiungibile tramite un suggestivo percorso panoramico con viste che spaziano sul tratto di costa che va da capo Caccia a capo Falcone.
L'area dell'Argentiera è una zona particolarmente ricca di giacimenti di minerali ferrosi, di piombo e zinco argentifero, conosciuti sin dall'antichità dalle popolazioni nuragiche e dai romani e sfruttati fino agli anni '60. 
Attualmente fa parte del "parco geominerario storico ed ambientale della Sardegna", come "zona 5" denominata "Argentiera-Nurra" e con un'estensione di 61 km².

## Altri progetti

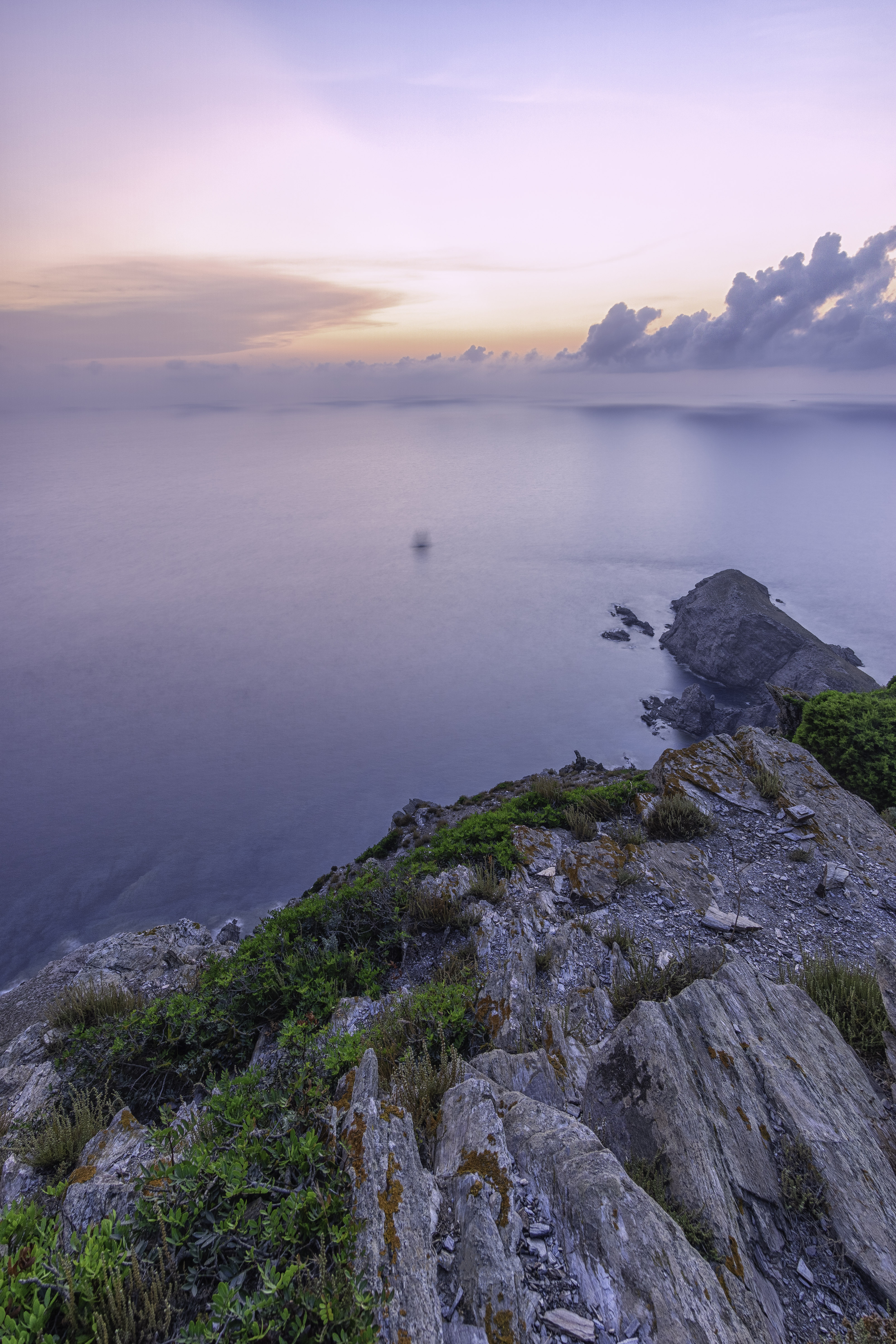
Capo dell'Argentiera al tramonto sulla sommità del promontorio